# Sur les planches de la scène
Pour plus de détails, voir Fiche technique et Distribution.
Sur les planches de la scène (На подмостках сцены, Na podmostkakh stseny) est un film soviétique réalisé par Konstantin Youdine, sorti en 1956,.

## Fiche technique
- Photographie :  Igor Geleïn, Valentin Zakharov
- Musique : Vassili Chirinski
- Décors : Vladimir Egorov, Georgiï Turyljov
- Montage : Anna Kulganek